# Alexis-François Artaud de Montor
Alexis-François Artaud de Montor (París, 31 de juliol de 1772 - 12 de novembre de 1849) va ser un diplomàtic i historiador francès. Emigrat durant la Revolució Francesa; la família reial li havia confiat missions a la Santa Seu i va servir durant la campanya de la Xampanya a l'exèrcit del príncep de Condé. Napoleó Bonaparte el va fer secretari de la legació francesa a Roma; Artaud ocupà el càrrec sota François Cacault, i deixà Roma breument quan el cardenal Joseph Fesch, el successor de Cacault, portà a François-René de Chateaubriand amb ell, i tornà tan bon punt aquest va ser retirat del càrrec. Nomenat chargé d'affaires de França a Florència el 1805, va ser cridat el 1707 perquè es sospitava erròniament d'ell d'haver utilitzat el seu poder en nom de la reina d'Etrúria les possessions de la qual a Nàpols desitjava donar a Élisa Bonaparte. Nomenat censor durant els darrers anys de l'imperi, durant la Restauració Francesa va esdevenir secretari de l'ambaixada francesa a Viena i després novament a Roma.

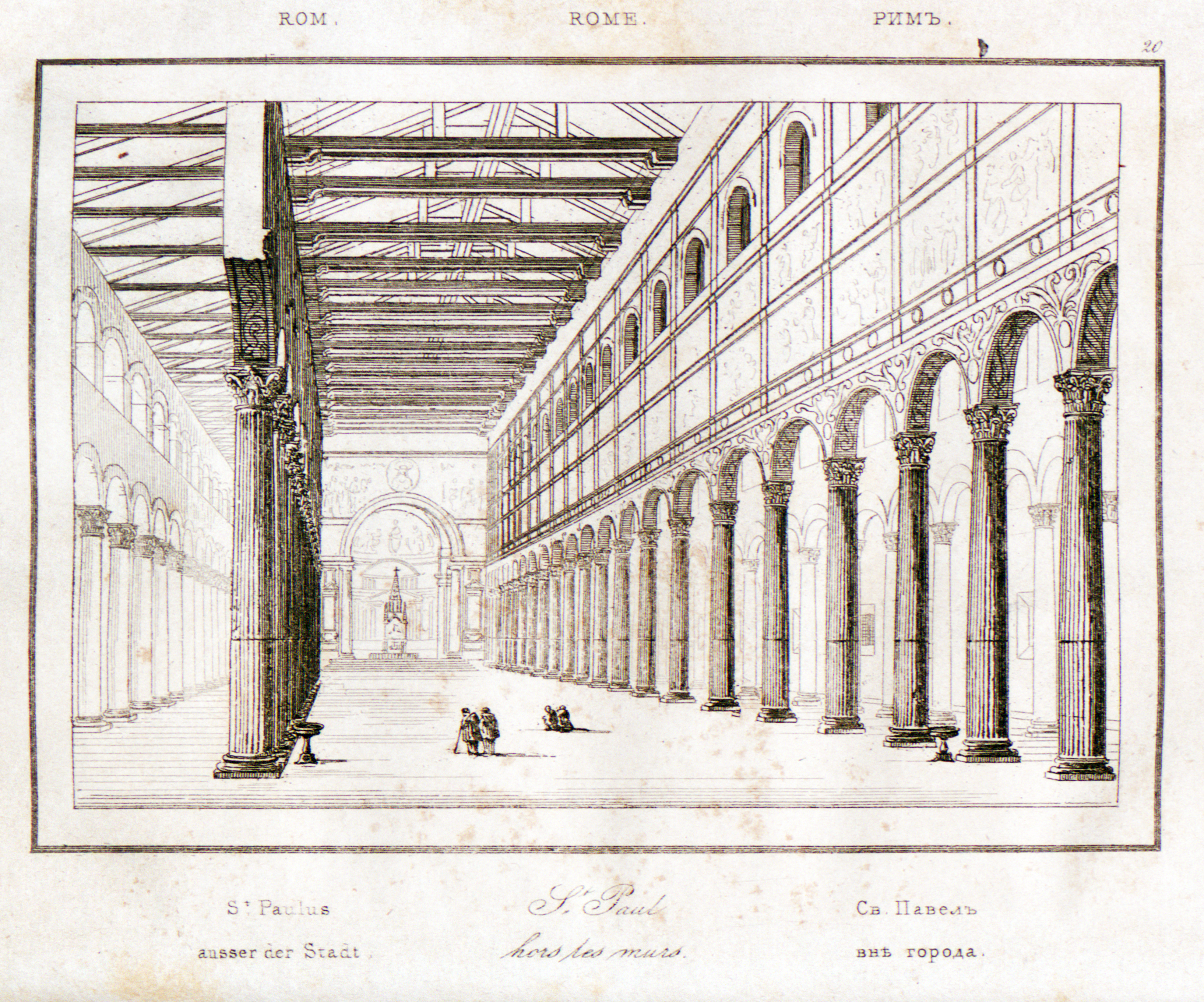
Il·lustració de San Paolo fuori le mura, de Italie, 1835.

El 1830 es retirà a una pensió per dedicar-se exclusivament a la literatura, especialment en obres històriques de gran valor, a les quals va posar les seves observacions com a diplomàtic. Esdevingué, a més, membre de l'Académie des inscriptions et belles-lettres des del 17 de desembre del mateix anys. Inicialment havia fet una traducció de la Divina Comèdia de Dante (1811-1813) molt ben valorada, però després va dedicar-se gairebé en exclusiva a la història:
- Machiavel, son génie et ses erreurs (París, 1833)
- El volum sobre història d'Itàlia a Univers pittoresque (París, 1834)
- Histoire du pape Pie VII (2 vols., París, 1836)
- Histoire de Dante Alighieri (París, 1841)
- Histoire des souverains pontifes romains (8 vols., París 1842)
- Histoire de Léon XII (París, 1843)
- Histoire de Pie VIII (París, 1843)
- Le papauté et les émeutes romaines (París, 1849) publicat poc abans de la seva mort.